# Leucania nigrofasciata
Leucania nigrofasciata là một loài bướm đêm trong họ Noctuidae.